# Perinera
La Perinera (Parineri in piemontese e francoprovenzale) è una frazione del comune di Usseglio, nella valle di Viù, nella città metropolitana di Torino, situata a 1398 m s.l.m.; dista circa 2 km dal municipio e dalla chiesa parrocchiale.

## Storia

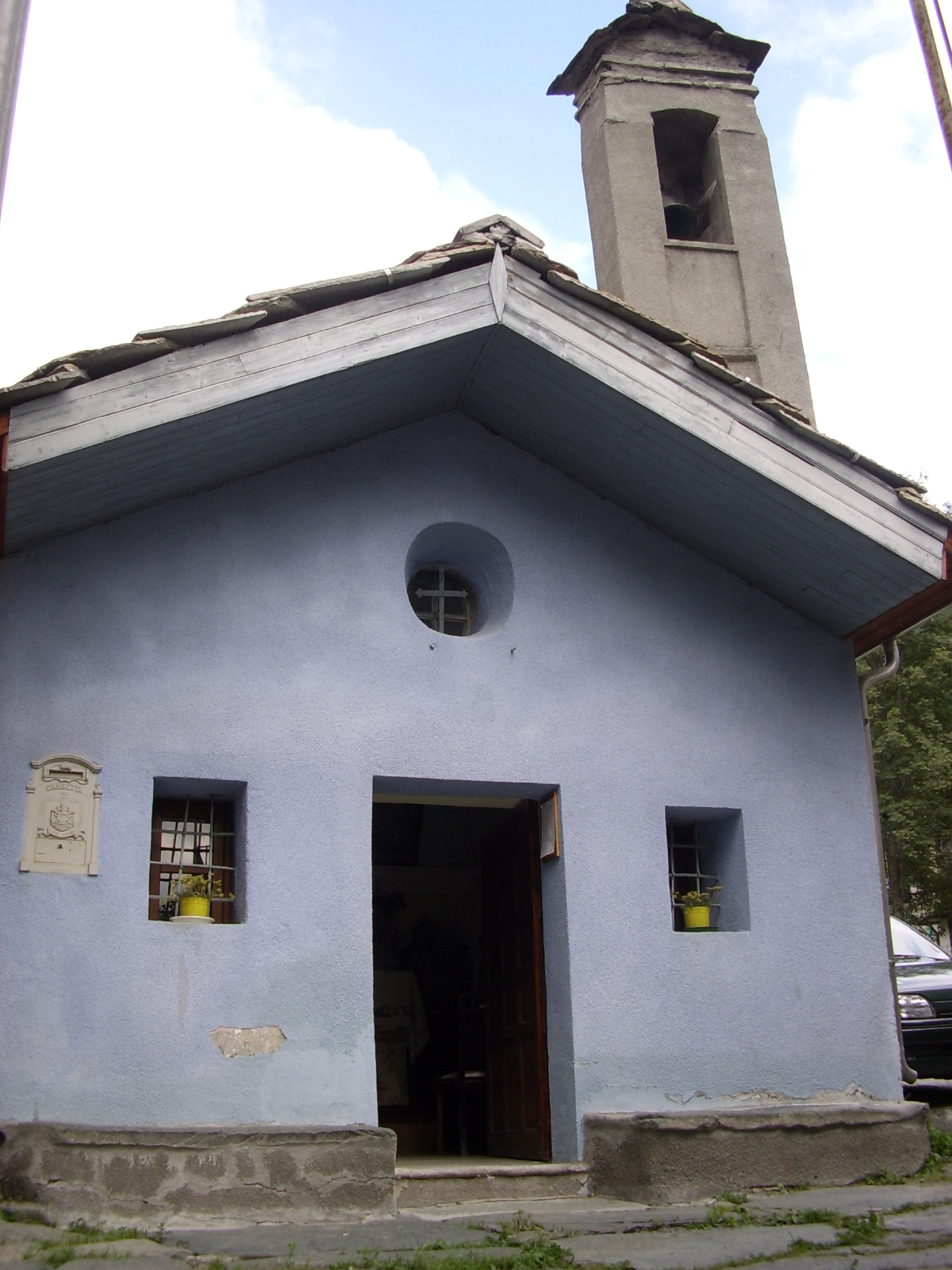
La cappella di San Michele.

Gli abitanti sono chiamati parinenc e soprannominati malmeùrou, che significa malmaturati, poiché la frazione, situata all'inverso, è relativamente poco soleggiata. Una prima strada fu costruita a Perinera negli Anni Dieci del Novecento, ma solo nel 1956 l'attuale carrozzabile permise al traffico veicolare di raggiungere il paese. A causa dell'emigrazione, soprattutto verso la Francia e la pianura torinese, la popolazione della Perinera è in progressiva diminuzione da circa cento anni. Al 18 agosto 2008 i residenti sono 17.
Un personaggio celebre e nativo della Perinera era il canonico Michelangelo Perino Bert (1900-1982), autore di numerose poesie in piemontese e nel locale patois francoprovenzale.
La cappella della frazione, costruita tra il XVI e il XVIII secolo, è intitolata a San Michele Arcangelo. Il giorno della festa patronale (29 settembre), il parroco di Usseglio vi celebra la messa durante la quale gli abitanti del luogo gli porgono le offerte consistenti in pane, burro, formaggio, denaro. In occasione di questa festa, sono nominati tra la popolazione due priori, che distribuiscono al resto degli abitanti il "pane della carità".

## Toponimo

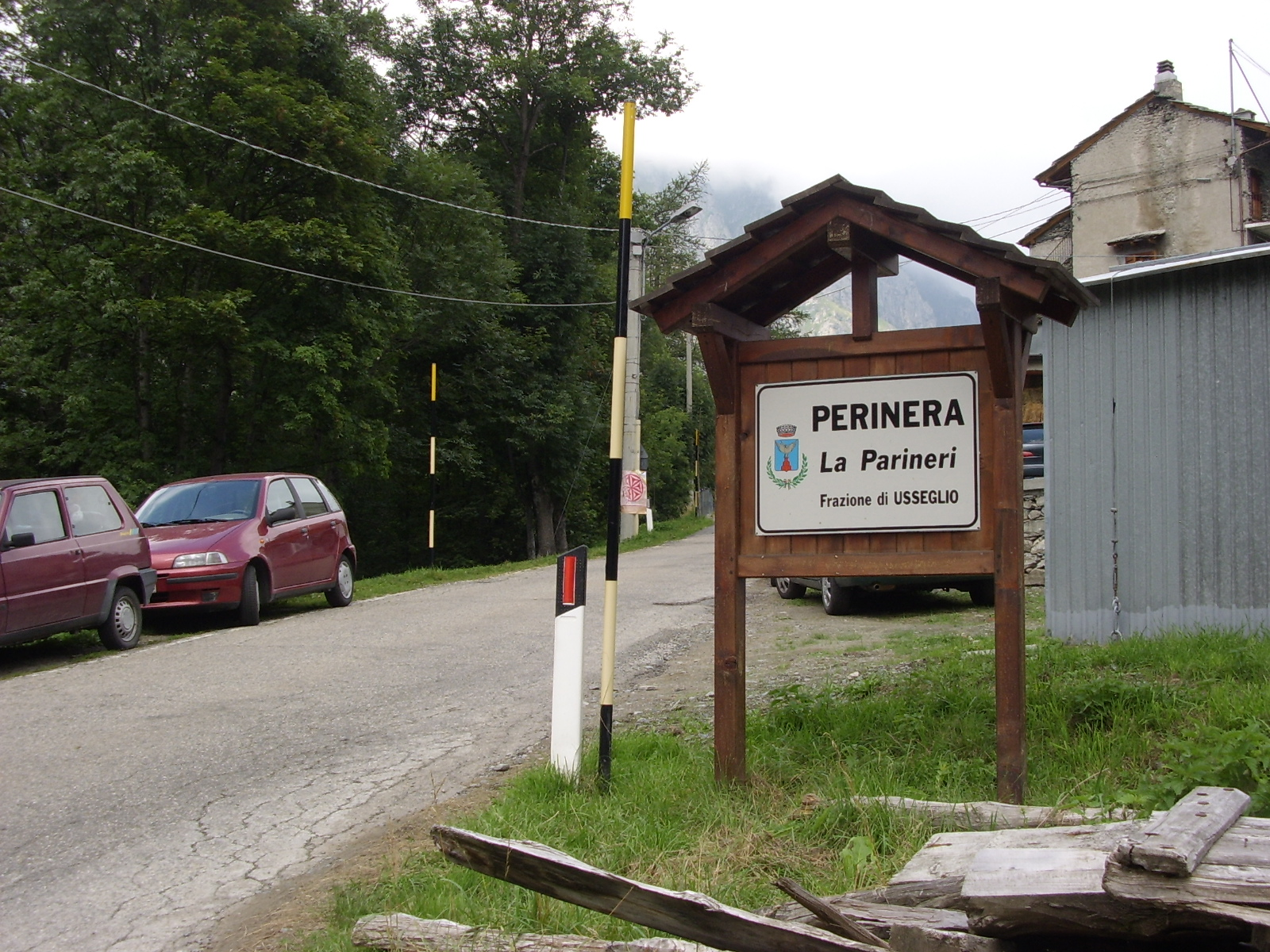
La Perinera.

Si attribuiscono diverse ipotesi riguardanti l'origine del nome della frazione. Una prima ipotesi sostiene che esso derivi dal fatto che le prime famiglie che vi andarono ad abitare si chiamassero tutte Perino di cognome e pertanto ad ogni famiglia è stato assegnato un secondo cognome; una seconda sostiene che il nome derivi dal fatto che tutti gli abitanti fossero abili lavoratori della pietra (Pera in piemontese); un'ultima ipotesi afferma che il nome derivi dal fatto che le prime famiglie provenissero dai Pirenei. L'ultima afferma che il villaggio è stato costruito con pietre scure, prelevate sul posto, le quali, col tempo e con l'usura, sono diventate proprio nere (quelle dei selciati) e Peri-nera significa semplicemente "Pietra nera".